# Championnat du monde de vitesse moto 1984
Navigation
Édition précédente Édition suivante
Le Championnat du monde de vitesse moto 1984 est la 36e saison de vitesse moto organisée par la FIM.

Ce championnat comporte douze courses de Grand Prix, pour quatre catégories : 500 cm3, 250 cm3, 125 cm3 et 80 cm3. 
La catégorie 50 cm3, courue de 1962 à 1983 est passée à 80 cm3.

## Attribution des points
Les points du championnat sont attribués aux dix premiers de chaque course :
| Classement | 1  | 2  | 3  | 4 | 5 | 6 | 7 | 8 | 9 | 10 |
| ---------- | -- | -- | -- | - | - | - | - | - | - | -- |
| Points     | 15 | 12 | 10 | 8 | 6 | 5 | 4 | 3 | 2 | 1  |

## Grands Prix de la saison
| N° | Course                            | Lieu         | Vainqueur 80 cm³   | Vainqueur 125 cm³ | Vainqueur 250 cm³ | Vainqueur 500 cm³ | Résultat |
| -- | --------------------------------- | ------------ | ------------------ | ----------------- | ----------------- | ----------------- | -------- |
| 1  | Grand Prix d'Afrique du Sud       | Kyalami      |                    |                   | Patrick Fernandez | Eddie Lawson      | Résultat |
| 2  | Grand Prix des Nations            | Misano       | Pier Paolo Bianchi | Ángel Nieto       | Fausto Ricci      | Freddie Spencer   | Résultat |
| 3  | Grand Prix d'Espagne              | Jarama       | Pier Paolo Bianchi | Ángel Nieto       | Sito Pons         | Eddie Lawson      | Résultat |
| 4  | Grand Prix d'Autriche             | Salzburgring | Stefan Dörflinger  |                   | Christian Sarron  | Eddie Lawson      | Résultat |
| 5  | Grand Prix d'Allemagne de l'Ouest | Nürburgring  | Stefan Dörflinger  | Ángel Nieto       | Christian Sarron  | Freddie Spencer   | Résultat |
| 6  | Grand Prix de France              | Paul Ricard  |                    | Ángel Nieto       | Anton Mang        | Freddie Spencer   | Résultat |
| 7  | Grand Prix de Yougoslavie         | Rijeka       | Stefan Dörflinger  |                   | Manfred Herweh    | Freddie Spencer   | Résultat |
| 8  | Grand Prix des Pays-Bas           | Assen        | Jorge Martínez     | Ángel Nieto       | Carlos Lavado     | Randy Mamola      | Résultat |
| 9  | Grand Prix de Belgique            | Spa          | Stefan Dörflinger  |                   | Manfred Herweh    | Freddie Spencer   | Résultat |
| 10 | Grand Prix de Grande-Bretagne     | Silverstone  |                    | Ángel Nieto       | Christian Sarron  | Randy Mamola      | Résultat |
| 11 | Grand Prix de Suède               | Anderstorp   |                    | Fausto Gresini    | Manfred Herweh    | Eddie Lawson      | Résultat |
| 12 | Grand Prix de Saint-Marin         | Mugello      | Gerhard Waibel     | Maurizio Vitali   | Manfred Herweh    | Randy Mamola      | Résultat |

## Résultats de la saison

### Championnat 1984 catégorie 500 cm³
| Clas. | Pilote             | N° | Pays        | Constructeur | Points | Victoires |
| ----- | ------------------ | -- | ----------- | ------------ | ------ | --------- |
| 1     | Eddie Lawson       | 4  | États-Unis  | Yamaha       | 142    | 4         |
| 2     | Randy Mamola       | 3  | États-Unis  | Honda        | 111    | 3         |
| 3     | Raymond Roche      | 10 | France      | Honda        | 99     | 0         |
| 4     | Freddie Spencer    | 1  | États-Unis  | Honda        | 87     | 5         |
| 5     | Ron Haslam         | 8  | Royaume-Uni | Honda        | 77     | 0         |
| 6     | Barry Sheene       | 7  | Royaume-Uni | Suzuki       | 34     | 0         |
| 7     | Wayne Gardner      |    | Australie   | Honda        | 33     | 0         |
| 8     | Boet van Dulmen    |    | Pays-Bas    | Suzuki       | 25     | 0         |
| 9     | Didier de Radiguès |    | Belgique    | Chevallier   | 24     | 0         |
| 10    | Virginio Ferrari   |    | Italie      | Yamaha       | 22     | 0         |

### Championnat 1984 catégorie 250 cm³
| Clas. | Pilote              | N° | Pays                 | Constructeur | Points | Victoires |
| ----- | ------------------- | -- | -------------------- | ------------ | ------ | --------- |
| 1     | Christian Sarron    | 2  | France               | Yamaha       | 109    | 3         |
| 2     | Manfred Herweh      | 7  | Allemagne de l'Ouest | Real-Rotax   | 100    | 4         |
| 3     | Carlos Lavado       | 1  | Venezuela            | Yamaha       | 77     | 1         |
| 4     | Sito Pons           |    | Espagne              | JJ Kobas     | 66     | 1         |
| 5     | Anton Mang          |    | Allemagne de l'Ouest | Yamaha       | 61     | 1         |
| 6     | Jacques Cornu       | 9  | Suisse               | Yamaha       | 60     | 0         |
| 7     | Martin Wimmer       | 6  | Allemagne de l'Ouest | Yamaha       | 47     | 0         |
| 8     | Wayne Rainey        |    | États-Unis           | Yamaha       | 29     | 0         |
| 9     | Alan Carter         | 12 | Royaume-Uni          | Yamaha       | 25     | 0         |
| 10    | Jean-François Baldé | 19 | France               | Pernod       | 25     | 0         |

### Championnat 1984 catégorie 125 cm³
| Clas. | Pilote             | N° | Pays     | Constructeur | Points | Victoires |
| ----- | ------------------ | -- | -------- | ------------ | ------ | --------- |
| 1     | Angel Nieto        | 1  | Espagne  | Garelli      | 90     | 6         |
| 2     | Eugenio Lazzarini  | 3  | Italie   | Garelli      | 78     | 0         |
| 3     | Fausto Gresini     | 9  | Italie   | MBA          | 51     | 1         |
| 4     | Maurizio Vitali    | 4  | Italie   | MBA          | 45     | 1         |
| 5     | August Auinger     | 10 | Autriche | MBA          | 41     | 0         |
| 6     | Jean-Claude Selini |    | France   | MBA          | 33     | 0         |
| 7     | Stefano Caracchi   |    | Italie   | MBA          | 29     | 0         |
| 8     | Luca Cadalora      | 4  | Italie   | MBA          | 27     | 0         |
| 9     | Hans Müller        | 6  | Suisse   | MBA          | 27     | 0         |
| 10    | Bruno Kneubühler   | 2  | Suisse   | MBA          | 27     | 0         |

### Championnat 1984 catégorie 80 cm³
| Clas. | Pilote             | N° | Pays                 | Constructeur        | Points | Victoires |
| ----- | ------------------ | -- | -------------------- | ------------------- | ------ | --------- |
| 1     | Stefan Dörflinger  | 1  | Suisse               | Zündapp             | 82     | 4         |
| 2     | Hubert Abold       |    | Allemagne de l'Ouest | Zündapp             | 75     | 0         |
| 3     | Pier Paolo Bianchi | 3  | Italie               | Casal               | 68     | 2         |
| 4     | Jorge Martínez     |    | Espagne              | Derbi               | 62     | 1         |
| 5     | Gerhard Waibel     |    | Allemagne de l'Ouest | Real (constructeur) | 61     | 1         |
| 6     | Hans Spaan         | 4  | Pays-Bas             | Kreidler            | 47     | 0         |
| 7     | Willem Heykoop     |    | Pays-Bas             | Casal               | 29     | 0         |
| 8     | Hans Müller        |    | Suisse               | Sachs               | 18     | 0         |
| 9     | George Looijesteyn | 5  | Pays-Bas             | Casal               | 16     | 0         |
| 10    | Theo Timmer        | 10 | Pays-Bas             | Casal               | 13     | 0         |